# アルルカン (バンド)
ΛrlequiΩ（アルルカン）は、日本のヴィジュアル系ロックバンド。

## 概要
- 2013年に「アルルカン」として結成。元々は暁と奈緒、來堵と祥平がそれぞれバンドを結成する話を持ちかけ、來堵と祥平のもとに堕門が、その後暁と奈緒が合流する形で結成。バンド名はフランス語で「ピエロ」を意味し、「周囲と違う音楽」「毒々しさ」というイメージを持つためにつけられた[2]。
- 「激しさ」と「切なさ」という両極端なイメージを推していきたい、ということからヴィジュアル系黎明期に「名古屋系」と呼ばれていた「黒夢」「ROUAGE」「Laputa」等に影響を受けたグループとして結成当初は「次世代名古屋系」というコンセプトを掲げていた[3]。
- 結成1年で渋谷公会堂でワンマンライブを開催する等で注目を浴びる。「OKMusic」等の記事によると、結成1年での渋谷公会堂でのライブは近年では最速のことであるとしている[4][5]。
- インディーズのヴィジュアル系バンドとしては意図的に多数のメディアに露出する戦略をとっており、雑誌や映像メディアでの取り上げも多い[6]。
- 2016年に「47都道府県 ONEMAN TOUR『境界線』-FINAL 3rd ANNIVERSARY-」をZepp DiverCityにて開催、ツアー中ボーカルの暁が17公演にて喉の不調のため欠席であったため該当の17箇所にて再度「-revenge- ONEMAN TOUR『残響』」ツアーを開催した[7]。
- DEZERTとは特に親交が深く、2マンライブ「ダブルラリアット」を不定期に開催している[8]。
- 2023年1月23日、アルルカン公式サイトにて堕門の解雇が公表される[9]。
- 2023年11月23日の10周年ライブをもって、バンド表記を「ΛrlequiΩ」に変更（読み同じ）。

## メンバー
暁（あき）
- Vocal
- 12月9日生まれ。A型。
- 大阪府出身。
- ほとんどの曲の作詞を担当している。

來堵（くると）
- 上手Guitar
- 12月8日生まれ。A型。
- 神奈川県湘南出身。

奈緒（なお）
- 下手Guitar
- 4月26日生まれ。B型。
- 岐阜県大垣市出身。
- メインコンポーザーで多くの作曲を担当している。

祥平（しょうへい）
- Bass
- 5月12日生まれ。O型。
- 東京都出身。

### 元メンバー
堕門（たもん）
- Drums
- 3月5日生まれ。A型。
- 東京都出身。

## ディスコグラフィ

### シングル
1. Eclipse（2014年）
2. ステラ（2014年）
3. 墓穴（2014年）
4. ジレンマ（2015年）
5. 道化ノ華（2015年）
6. クオリア（2015年）
7. PARANOIA（2016年）
8. カルマ（2016年）
9. 真っ赤な嘘（2017年）
10. 影法師（2017年）
11. 価値観の違いは唯一の救いだった（2017年）
12. puzzle（2017年）
13. exist（2018年）
14. ラズルダズル（2019年）
15. ANIMA（2019年）
16. 怒り（2020年）
17. 世界の終わりと夜明け前（2021年）
18. サイレン（2021年）
19. PICTURES（2022年）
20. 消えていくオレンジの空へ（2024年）
21. 回る球体　幼気な子　救いはみえない（2024年）
22. 血ヲ通ワセロ、ソノ命全テニ。（2025年）

### アルバム
1. ニア・イコール（2014年）
2. Utopia（2016年）
3. The laughing man（2020年）
4. MONSTER (2022年)
5. δυσ-τόπος ~Dystopia~（2023年）

## ライブ・イベント
| 年     | タイトル                                                         | 公演規模・会場・備考                                                    |
| ------ | ---------------------------------------------------------------- | ----------------------------------------------------------------------- |
| 2019年 | アルルカン ONEMAN LIVE 「年忘れ」                                | - 12月27日：高田馬場AREA                                                |
| 2020年 | アルルカン Presents ホンキノ遊ビ「見世物小屋で、伯爵と君と謀。」 | - 1月5日：Mt.RAINIER HALL SHIBUYA PLEASURE PLEASURE - 出演：LIPHLICH    |
| 2020年 | アルルカン Presents ホンキノ遊ビ「“JOKER” IN THE DECK」          | - 1月21日：TSUTAYA O-WEST - 出演：Royz                                  |
| 2020年 | アルルカン Presents ホンキノ遊ビ「僕らの真ん中」                 | - 2月1日：SHIBUYA REX                                                   |
| 2020年 | アルルカン Presents ホンキノ遊ビ「火輪×生彩×獅子の牙」           | - 2月11日：高田馬場AREA - 出演：DaizyStripper                           |
| 2020年 | アルルカン Presents ホンキノ遊ビ「不協和音」                     | - 3月25日：高田馬場AREA - 出演：ザアザア                                |
| 2020年 | アルルカン Presents ホンキノ遊ビ「核弾頭」                       | - 4月5日：UMEDA CLUB QUATTRO - 出演：甘い暴力                           |
| 2020年 | アルルカン Presents ホンキノ遊ビ「INVADER INVADER」              | - 4月10日：SHIBUYA CLUB QUATTRO - 出演：DIAURA                          |
| 2020年 | アルルカン Presents ホンキノ遊ビ「The metalic spooky show」      | - 4月16日：高田馬場CLUB PHASE - 出演：NoGoD                             |
| 2020年 | アルルカン Presents ホンキノ遊ビ「DOG-EAT-DOG WORLD」            | - 4月21日：TSUTAYA O-WEST - 出演：DOG inTheパラレルワールドオーケストラ |